# Ensenada (Argentina)

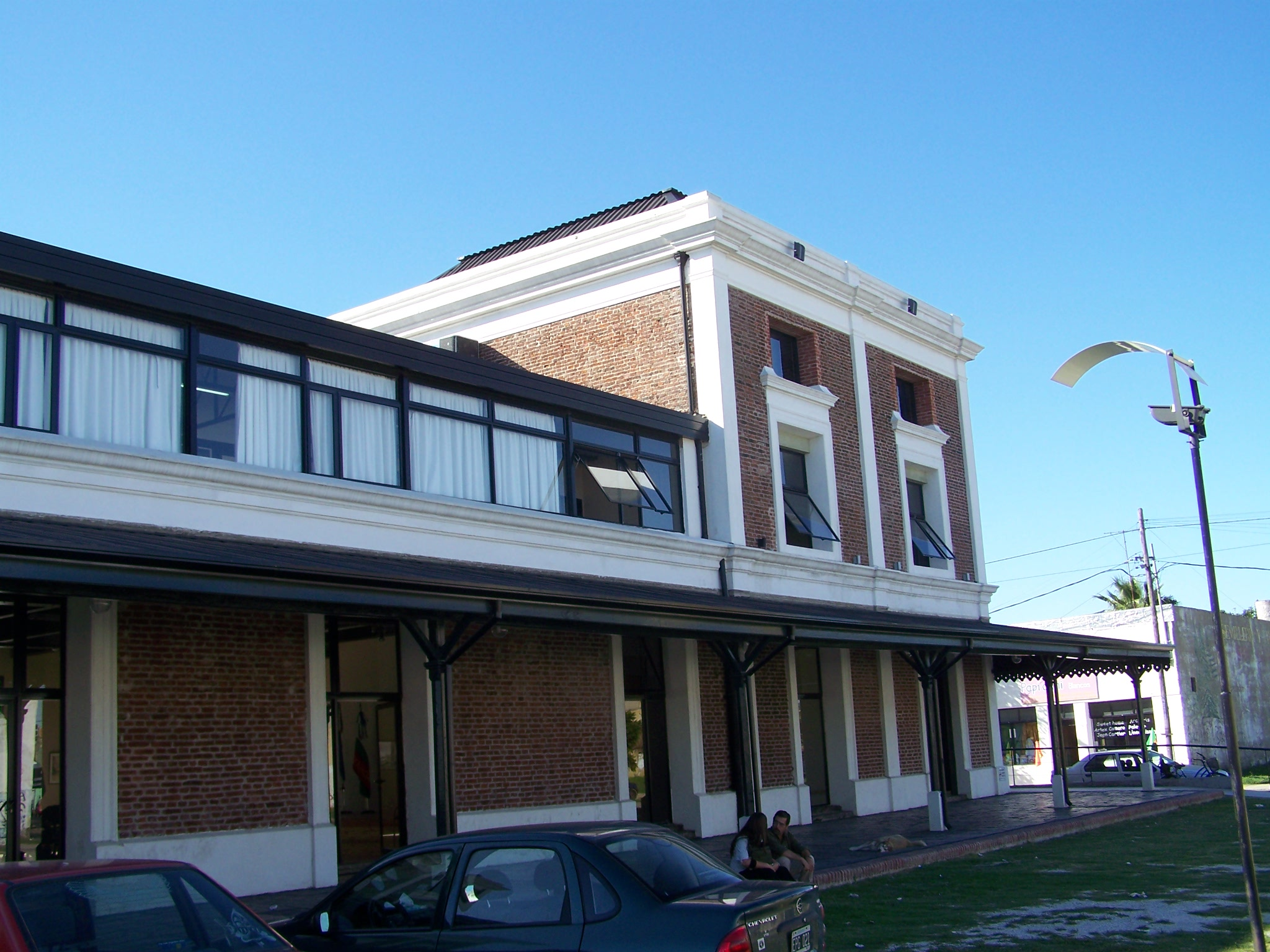
Antigua estación ferroviaria, Ensenada.

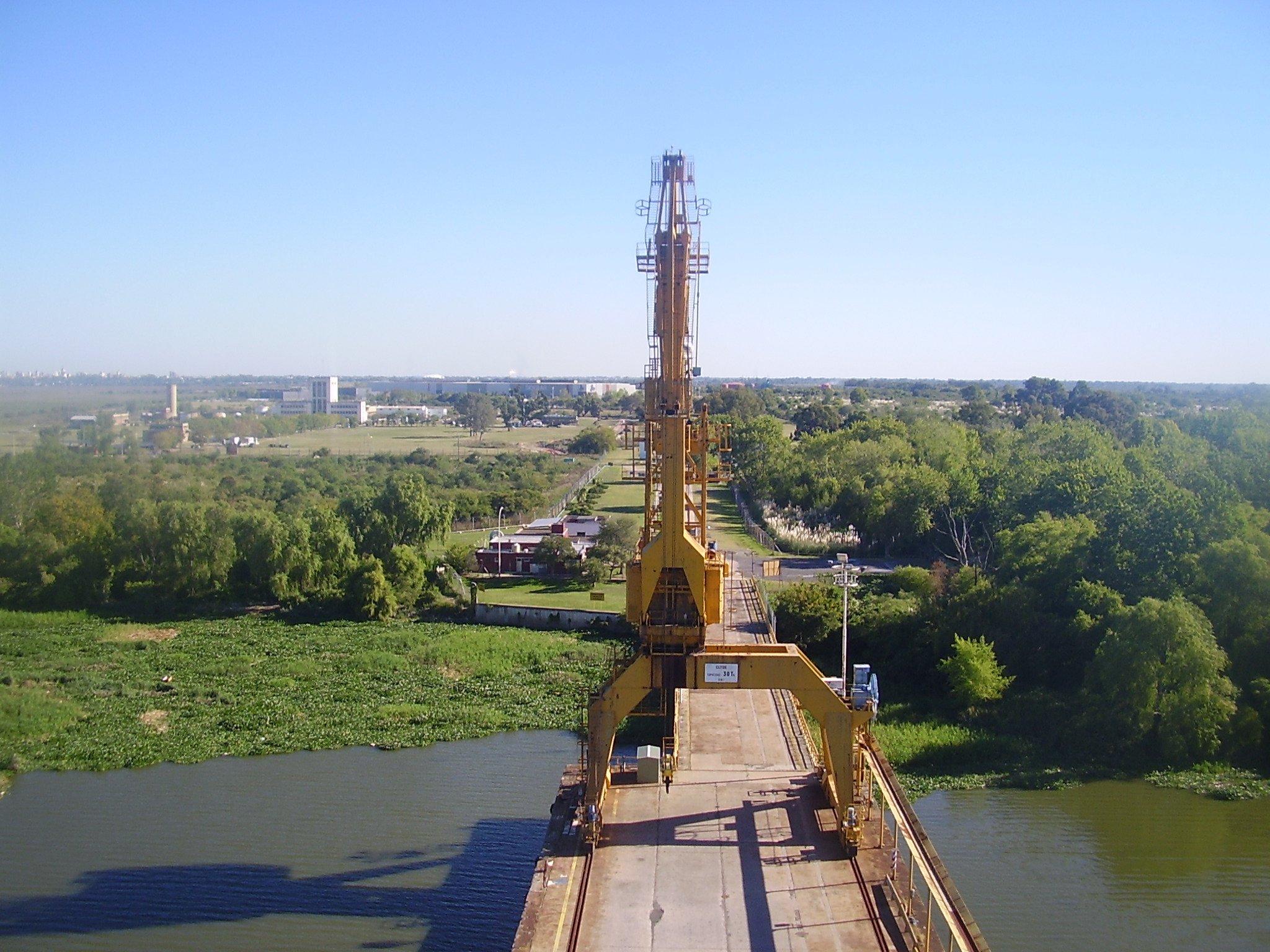
Vista general del Puerto Ing. Rocca, Ensenada.

Ensenada es la ciudad cabecera del partido homónimo, en la provincia de Buenos Aires, Argentina.

## Toponimia
La denominación por la cual hoy se conoce a esta ciudad de la provincia de Buenos Aires se debe al accidente costero de ser una ensenada o estrecha bahía en la costa occidental y sur del Río de la Plata. Tal ensenada sirvió como puerto clandestino de la familia de esclavistas de apellido Barragán vinculados principalmente con el centro o mercado de esclavos ubicado entre los siglos XVI e inicios del siglo XIX en el territorio de Santo Tomé y Príncipe.
La Ensenada de Barragán fue desde los siglos XVII y XVIII uno de los principales puertos clandestinos o de contrabando ejemplar de recepción del gran tráfico de esclavos negros africanos subsaharianos, quienes luego de la etapa de la ciudad de Buenos Aires eran llevados en su mayoría a trabajar en las minas del Alto Perú.

## Características
Ensenada es una ciudad cercana a La Plata y Berisso. La plaza principal se llama Manuel Belgrano, en homenaje a quien fue vocal de la Primera Junta de Gobierno, general del Ejército del Norte y creador de la Bandera Nacional. Frente a esta plaza se encuentra la Iglesia de Nuestra Señora de La Merced (patrona de Ensenada), la Municipalidad y la Escuela N.º 1 Bernardino Rivadavia.
La actividad comercial se desarrolla a lo largo de la calle Nuestra Señora de La Merced, que es el nombre completo de esta calle según consta en la placa que se encuentra sobre la pared de la Municipalidad, aunque los ensenadenses llaman a la calle simplemente La Merced. Esta calle une la plaza Belgrano con la entrada a la Antigua Zona Portuaria.

### Principales calles
Avenida Horacio Cestino, prolongación del Camino Vergara (Ruta Prov. 215) que une a la ciudad con La Plata; avenida Enrique Bossinga y su prolongación como avenida Costanera Almirante Brown hacia Punta Lara; y el Camino Rivadavia o Camino Blanco que la une a La Plata y a la rotonda de acceso a la Autopista Ricardo Balbín (Aut. Buenos Aires-La Plata).
La actividad comercial se desarrolla sobre la calle La Merced, en las 7 cuadras que van desde la plaza Belgrano (frente a la cual se encuentra la Municipalidad y la Iglesia) hasta la Av. Horacio Cestino.

### Cultura y turismo
Ensenada tiene como centro turístico a la isla Santiago, Punta Lara, Reserva Natural de Punta Lara, Museo Histórico Fuerte Barragán y Museo Héroes de Malvinas; también posee La Vieja Estación que es un centro turístico, de exposiciones, shows y eventos que también representa la cultura ensenadense.
La cultura ensenadense está formada por sus hermosas plazas, por el parque que posee el museo Fuerte Barragán, como ya dicho La Vieja Estación, y sus lugares de pesca y náutica, y por último el Cine Teatro Municipal de Ensenada.
Fuerte Barragán y Museo Histórico
Ubicado en la intersección de la Avda. Almirante Brown con Cno. Regatas. Del Fuerte se conserva el trazado, la torre y la base de ladrillos originales, siendo este una reconstrucción que data del año 1800, del antiguo fuerte de adobe. El Museo es una construcción alargada que rodea todo el perímetro. El Fuerte es el único monumento de la época del Virreinato en la zona. Destruido por una sudestada, fue reconstruido en 1801. Allí se resistió al desembarco inglés en 1806. En 1985 el Museo pasó a ser Patrimonio Municipal. Declarado Monumento Histórico Nacional. 
Palacio Piria
Ubicado en Cno. Costanero Almirante Brown entre 26 y 40. Imponente palacio de principios de siglo. Es uno de los edificios más antiguos de Punta Lara y está en avanzado estado de deterioro. Tiene doble escalinata de acceso a la galería que circunda, con columnas y balcones, al palacio. Fue inaugurado en 1910. Francisco Piria, uruguayo, lo adquiere en 1925 con el propósito de transformar la zona en un importante balneario. Al no poder concretarlo, regresa a su país, y funda Piriápolis. En 1947, el Palacio y las 141 hectáreas que lo rodean pasan a manos del Gobierno Provincial. Declarado Monumento de Interés Histórico Provincial.
Club Regatas
Ubicado en Río Santiago y Desembocadura del Arroyo Doña Flora. Cuenta con un gran edificio de mampostería blanca con forma de barco. De cuatro plantas, con carpintería metálica, de formas puras, rectas y circulares. Tiene gran cantidad de ventanas y galerías a modo de cubierta de barco. El club dispone de muelle, embarcadero y fondeadero. Es la institución deportiva más antigua de la zona (1902).

## Industria
El astillero Río Santiago, los complejos siderúrgico y petroquímico, la zona franca y el puerto, transforman a Ensenada en un destacado polo industrial de la región.
El astillero Río Santiago está ubicado sobre la margen izquierda del río Santiago y con más de 50 años de trayectoria en la industria naval, se ha convertido en un pilar fundamental generador de producción y trabajo.
Asimismo, ha permitido el crecimiento de empresas vinculadas con la industria naval.
En tanto, los complejos siderúrgico y petroquímico tienen especial preponderancia en la vida de Ensenada. La empresa Siderar es la mayor empresa siderúrgica argentina y tiene una de sus plantas en Ensenada. El Complejo Industrial La Plata, propiedad de YPF, comprendido desde su eje por la Petroquímica Mosconi, es de los más importantes de Sudamérica.
Siderar es la mayor empresa siderúrgica argentina y tiene una de sus plantas en Ensenada ubicada frente al puerto Ingeniero Rocca. Partiendo del mineral de hierro y del carbón que llegan a su puerto, elabora coque, arrabio y acero para producir chapas laminadas en caliente, en frío y revestidas. 
El puerto Ing. Rocca está equipado con 2 grúas: una grúa tiene una capacidad de 32 toneladas y es de manufactura italiana, de la empresa Ceretti Tanfani de Milán; la otra grúa tiene una capacidad de 30 toneladas y es de manufactura inglesa, de la empresa Clyde.
En tanto, en el polo petroquímico se producen distintos combustibles que proveen a la región.
Tanto las empresas como los comercios se encuentran nucleados bajo la Cámara de Comercio e Industria de la ciudad de Ensenada.

## Historia
Primeramente conocida como la ensenada de Barragán, debe su nombre a la familia de Antonio Gutiérrez Barragán quien en 1629 adquirió las tierras estableciendo la primera estancia en esta zona. 
Alrededor del año 1700, se instalan los primeros asientos militares en las costas del puerto natural. En 1734, el gobernador bonaerense, don Bruno Mauricio de Zabala, ordenó construir una muralla que se llamó Fuerte Barragán para reprimir el contrabando. 
Por estos años, la familia López Osornio adquiere gran parte de las tierras de don Antonio Barragán quienes contribuyen a la urbanización de la zona. En 1750 se construye la primera capilla de la ciudad, la cual recibió como donación de Cipriana Sosa, una virgen de la Merced, patrona desde entonces de Ensenada. 
En 1789 una fuerte crecida arrasa con el Fuerte Barragán derrumbando sus muros. El virrey Marqués de Loreto ordena su reconstrucción, concluyéndose las obras en 1800. El proyecto original fue modificado por el Marqués de Avilés (Virrey del Río de La Plata) reforzando el Fuerte. 
En diciembre de 1800, un fuerte temporal imposibilita el comercio en el Puerto de Buenos Aires, principal puerto de la región. Esto lleva a la habilitación del Puerto de Ensenada mediante un decreto del Virrey Marqués de Avilés, el 2 de enero de 1801. En ese mismo decreto se dispone la fundación del pueblo de Ensenada y se comisiona al Coronel Pedro Cerviño para que trace oficialmente al pueblo. El 5 de mayo de 1801, el virrey Gabriel de Avilés funda el pueblo de Ensenada. 
Durante junio de 1806 fueron avistados desde el Fuerte Barragán ocho barcos ingleses (al mando de Home Popham), quienes intentaron el desembarco en Punta Lara. En este episodio, tuvo una destacada actuación la Fragata Neptuno que evitó el desembarco en estas tierras. Los invasores huyeron hacia el norte, realizando su posterior desembarco en Quilmes (primera invasión inglesa).
Un año más tarde – en junio de 1807 – se produjo la segunda invasión inglesa. El general John Whitelocke desembarcó en Ensenada para reconquistar Buenos Aires el 30 de junio de 1807. 
El 5 de junio de 1810, la Primera Junta decreta la habilitación del Puerto de la Ensenada. En diciembre de 1872, llega el Ferrocarril Buenos Aires al Puerto de la Ensenada, que la conecta directamente al centro de la capital. 
El 17 de febrero de 1856 el Gobierno de la Provincia de Buenos Aires declara a Ensenada cabecera de Partido, instalándose en forma regular el Municipio encargado de la distribución de tierras previa intervención del Escribano Venancio Luján. 
Entre 1871 y 1875 funcionaron en la Ensenada dos saladeros: el de Juan Berisso y el de Antonio Cambaceres, este se inauguró en 1872 con el nombre de “3 de Febrero” e introdujo métodos mecánicos y físicos revolucionarios para la época. 
En 1882, Dardo Rocha la declaró capital provisoria de la provincia. 
El 23 de enero de 1896 se inahugura la Sociedad de Bomberos Voluntarios de Ensenada. Siendo el primer cuartel en la Provincia de Buenos Aires y el segundo a nivel Nacional. Siendo estos pioneros en tecnología y capacitación en lucha contra el fuego.
El 21 de diciembre de 1913, se inauguró el Puente Giratorio Ensenada. 
En 1923 el Gobierno Nacional cede tierras de su propiedad a la Secretaría de Marina para la instalación en la margen derecha del Río Santiago de un astillero, siendo este el origen de Astilleros y Fábricas Navales del Estado S.A. (AFNE S.A.), el que años más tarde es transferido al Gobierno de la Provincia. 
El 17 de octubre de 1945, obreros de los frigoríficos Swift y Armour marcharon en apoyo de Juan Domingo Perón. 
El 25 de septiembre de 1968 comenzó la larga huelga de YPF Ensenada (Destilería, Flota y Taller Naval) que enfrentó al gobierno dictatorial de Onganía. 
Entre trabajadores y extrabajadores de la ex  Propulsora Siderúrgica (actual Siderar)  hay  por lo menos 19 desaparecidos y 6 asesinados, víctimas del terrorismo de Estado en Argentina.
El 14 de febrero de 2014, se inaugura el edificio de la Facultad de Humanidades y Ciencias de la Educación de la Universidad Nacional de La Plata en avenida 122 y 52, limitando con la ciudad de La Plata, en el predio del antiguo B.I.M. III (Batallón de Infantería de Marina III). La facultad funcionaba con anterioridad en el edificio Tres Facultades, calle 48 e/6 y 7 Y 6 e/ 46 y 47, de la Ciudad de La Plata.
Comparte nombre con la ciudad y municipio de Ensenada, Baja California; Ensenada, Nuevo México y Ensenada, Chile

## Geografía

### Población
Para el Partido de Ensenada se registraron 64.406 habitantes en el último censo 2022.

## Deportes
En la ciudad se encuentra el Club Defensores de Cambaceres, que tiene como deporte principal el fútbol, participando en los torneos organizados por la Asociación del Fútbol Argentino (AFA) en categorías juvenil y profesional en la primera C. Además se encuentran los tradicionales clubes de básquet, el Club Astillero Río Santiago y el Club Náutico Ensenada, que se enfrentan en el clásico ensenadense.
A mediados de 2013, la ciudad volvió a tener equipos femeninos y masculinos de balonmano que lo representan en la Liga Regional de Handball, lo cual no sucedía desde que competía el equipo de «Casa de Cultura» (hoy en día Polideportivo Municipal) además se practican deportes tales como Remo, canotaje , yachting y sus variantes como el pararemo en el CRLP (club de regatas la plata) teniendo este un excelente nivel competitivo nacional e internacional.
Asimismo, en los últimos años el deporte obtuvo gran protagonismo, tanto en la creación de escuelas municipales como en el apoyo y participación a los clubes de la ciudad. Y el deporte para personas con discapacidad es muestra de ello, siendo un municipio con gran variedad de deportes adaptados, entre los que se destacan basquet en silla de ruedas, Remo, stand up paddle, canotaje, entre otros.